# Pergain-Taillac
Pergain-Taillac – miejscowość i gmina we Francji, w regionie Oksytania, w departamencie Gers.
Według danych na rok 1990 gminę zamieszkiwały 283 osoby, a gęstość zaludnienia wynosiła 15 osób/km² (wśród 3020 gmin regionu Midi-Pireneje Pergain-Taillac plasuje się na 783. miejscu pod względem liczby ludności, natomiast pod względem powierzchni na miejscu 596.).